# Azizulhasni Awang
Mohd Azizulhasni bin Awang (5 gennaio 1988) è un pistard malaysiano.

## Palmarès

### Giochi olimpici
- 2 medaglie:
  - 1 argento (Tokyo 2020 nel keirin)
  - 1 bronzo (Rio de Janeiro 2016 nel keirin)

### Mondiali
- 5 medaglie:
  - 1 oro (Hong Kong 2017 nel keirin)
  - 2 argenti (Pruszków 2009 nella velocità; Ballerup 2010 nel keirin)
  - 2 bronzi (Yvelines 2015 nel keirin; Londra 2016 nel keirin)

### Giochi asiatici
- 4 medaglie:
  - 2 ori (Canton 2010 nel keirin; Giacarta-Palembang 2018 nella velocità)
  - 1 argento (Giacarta-Palembang 2018 nella velocità a squadre)
  - 1 bronzo (Giacarta-Palembang nel keirin)

### Campionati asiatici
- 21 medaglie:
  - 9 ori (Bangkok 2007 nel keirin; Nara 2008 nella velocità; Nara 2008 nel keirin; Tenggarong 2009 nella velocità; Tenggarong 2009 nella velocità a squadre; Astana 2014 nel keirin; Nakhon Ratchasima 2015 nel keirin; New Delhi 2017 nella velocità; Giacarta 2019 nella velocità)
  - 6 argenti (Nara 2008 nella velocità a squadre; Kuala Lumpur 2012 nella velocità; Kuala Lumpur 2012 nel keirin; Astana 2014 nel keirin; Nakhon Ratchasima 2015 nella velocità; Nilai 2018 nella velocità)
  - 6 bronzi (Nakhon Ratchasima 2011 nel keirin; Nakhon Ratchasima 2011 nella velocità; Izu 2016 nella velocità; Izu 2016 nel keirin; Nilai 2018 nel keirin; Giacarta 2019 nella velocità a squadre)

### Giochi SEA
- 5 medaglie:
  - 3 ori (Kuala Lumpur 2017 nella velocità; Kuala Lumpur 2017 nel keirin; Nakhon Ratchasima 2007 nella velocità a squadre)
  - 2 argenti (Nakhon Ratchasima 2007 nel km a cronometro; Nakhon Ratchasima 2007 nella velocità)

### Giochi del Commonwealth
- 2 medaglie:
  - 2 bronzi (New Delhi 2010 nella velocità a squadre; Glasgow 2014 nel keirin)